# Vlkava
Vlkava är en ort i Tjeckien.   Den ligger i regionen Mellersta Böhmen, i den centrala delen av landet, 40 km nordost om huvudstaden Prag. Vlkava ligger 210 meter över havet och antalet invånare är 374.
Terrängen runt Vlkava är platt, och sluttar söderut. Runt Vlkava är det ganska tätbefolkat, med 70 invånare per kvadratkilometer. Närmaste större samhälle är Mladá Boleslav, 16,1 km norr om Vlkava. Trakten runt Vlkava består till största delen av jordbruksmark.